# Parasisis
Parasisis Eskov, 1984 è un genere di ragni appartenente alla famiglia Linyphiidae.

## Distribuzione
L'unica specie oggi attribuita a questo genere è stata rinvenuta nella Russia asiatica (nei pressi del fiume Amur), in Cina e nel Giappone.

## Tassonomia
A dicembre 2011, si compone di una specie:
- Parasisis amurensis Eskov, 1984[3] — Russia asiatica, Cina, Giappone